# Дім на краю планети
«Дім на краю планети» (англ. House on the edge of the Planet) — фантастичний короткометражний український фільм, над яким працювала компанія «VGNC», студія «Limelite», а також студенти «Kyiv Academy of Media Arts digital filmmaking» та художник-постановник Вова Черемис.
Цей фільм був відзначений на таких фестивалях, як: «Barcelona Planet Film Festival» і «GoldenSun Short Film», а також отримав головний приз на фестивалі короткометражного кіно у США.

## Сюжет
Фільм розповідає історію маленької дівчинки, її батьків, мрійливе прагнення до змін, як окремо взятої особистості дівчинки, так і її батьків і людей, загалом. Також, це фільм про конфлікт старого і нового покоління, втрачені можливості і перспективи.

## Нагороди
- Стрічка отримала перше місце на «Los Angeles CiniFest»[2].